# Okres Žďár nad Sázavou
 Okres Žďár nad Sázavou (deutsch Bezirk Saar) liegt im östlichen Teil der Böhmisch-Mährischen Höhe, an den oberen Flussläufen von Sázava, Oslava, Svratka und Chrudimka in der Vysočina (Tschechien).
Der größte Teil der Einwohner des Okres lebt in den Dörfern, in den sechs Städten Žďár nad Sázavou, Bystřice nad Pernštejnem, Nové Město na Moravě, Svratka, Velká Bíteš und Velké Meziříčí lebt knapp die Hälfte der Einwohner.
37 % der Erwerbstätigen sind in der Industrie beschäftigt. Der Anteil von Industrie und Landwirtschaft ging seit 1991 jedoch stark zurück. Die derzeitige Industrieproduktion konzentriert sich auf Maschinenbau, Elektroindustrie, Metallverarbeitung. Es ist die zweithöchste im Kreis, liegt jedoch immer noch unter dem Landesdurchschnitt. Bei Dolní Rožínka befindet sich das einzige noch betriebene Uranbergwerk des Landes.
Der Okres Žďár wurde durch das Regierungsdekret vom 18. Januar 1949 gebildet. 
Zum 1. Januar 2005 wurden die Gemeinden Borač, Borovník, Černvír, Dolní Loučky, Doubravník, Drahonín, Horní Loučky, Kaly, Katov, Křižínkov, Kuřimská Nová Ves, Kuřimské Jestřabí, Lubné, Nedvědice, Níhov, Olší, Pernštejnské Jestřabí, Rojetín, Řikonín, Skryje, Tišnovská Nová Ves, Újezd u Tišnova, Vratislávka und Žďárec in den Okres Brno-venkov eingegliedert.
Seit dem 1. Januar 2007 gehören die Gemeinden Oslavička und Tasov aus dem Okres Třebíč und Meziříčko aus dem Okres Jihlava zum Bezirk.
Die von Umweltbelastungen verschonte Natur lockt viele Erholungssuchende sowie Sommer- und Wintersportler.
- Zu den bekanntesten Erholungsorten gehören Velké Dářko, Fryšava pod Žákovou horou, Tři Studně, Devět skal, Žákova hora, Jimramov, Milovy und Nové Město na Moravě.
- Das Gebiet Žďárské vrchy steht seit 1970 unter Naturschutz.
- Denkmäler in Žďár nad Sázavou; die gotisch-barocke Kirche des Heiligen Johannes von Nepomuk wurde 1994 in des Welterbe der UNESCO eingetragen.
- Bekannt ist auch die Burg Pernštejn.

## Städte und Gemeinden
Baliny – Blažkov – Blízkov – Bobrová – Bobrůvka – Bohdalec – Bohdalov – Bohuňov – Borovnice – Bory – Březejc – Březí – Březí nad Oslavou – Březské – Budeč – Bukov – Bystřice nad Pernštejnem – Býšovec – Cikháj – Černá – Dalečín – Daňkovice – Dlouhé – Dobrá Voda – Dolní Heřmanice – Dolní Libochová – Dolní Rožínka – Fryšava pod Žákovou horou – Hamry nad Sázavou – Herálec – Heřmanov – Hodíškov – Horní Libochová – Horní Radslavice – Horní Rožínka – Chlumek – Chlumětín – Chlum-Korouhvice – Jabloňov – Jámy – Javorek – Jimramov – Jívoví – Kadolec – Kadov – Karlov – Kněževes – Koroužné – Kotlasy – Kozlov – Krásné – Krásněves – Křídla – Křižánky – Křižanov – Křoví – Kuklík – Kundratice – Kyjov – Lavičky – Lhotka – Lísek – Líšná – Malá Losenice – Martinice – Matějov – Měřín – Meziříčko – Milasín – Milešín – Mirošov – Moravec – Moravecké Pavlovice – Netín – Nížkov – Nová Ves – Nová Ves u Nového Města na Moravě – Nové Dvory – Nové Město na Moravě – Nové Sady – Nové Veselí – Nový Jimramov – Nyklovice – Obyčtov – Ořechov – Oslavice – Oslavička – Osová Bítýška – Osové – Ostrov nad Oslavou – Otín – Pavlínov – Pavlov – Petráveč – Pikárec – Písečné – Počítky – Poděšín – Podolí – Pokojov – Polnička – Prosetín – Račice – Račín – Radenice – Radešín – Radešínská Svratka – Radkov – Radňoves – Radňovice – Radostín – Radostín nad Oslavou – Rodkov – Rosička – Rousměrov – Rovečné – Rozseč – Rozsochy – Rožná – Ruda – Rudolec – Řečice – Sázava – Sazomín – Sejřek – Sirákov – Sklené – Sklené nad Oslavou – Skorotice – Skřinářov – Sněžné – Spělkov – Strachujov – Stránecká Zhoř – Strážek – Střítež – Sulkovec – Světnov – Sviny – Svratka – Škrdlovice – Štěpánov nad Svratkou – Tasov – Tři Studně – Ubušínek – Uhřínov – Ujčov – Újezd – Unčín – Vatín – Věcov – Věchnov – Velká Bíteš – Velká Losenice – Velké Janovice – Velké Meziříčí – Velké Tresné – Vepřová – Věstín – Věžná – Vídeň – Vidonín – Vír – Vlachovice – Vlkov – Vojnův Městec – Vysoké – Záblatí – Zadní Zhořec – Znětínek – Zubří – Zvole – Ždánice – Žďár nad Sázavou